# Кузнецово (посёлок, Дмитровский городской округ)
Кузнецово — посёлок в Дмитровском районе Московской области, в составе городского поселения Дмитров.

## География
Посёлок расположен в центральной части района, примерно в 2,5 километрах от восточной окраины Дмитрова, на безымянном ручье, правом левом притоке реки Вожжа (левый приток реки Якоть), высота центра над уровнем моря 209 м. Ближайшие населённые пункты — Бородино на юго-западе, Кунисниково на западе и Внуково на северо-западе.

## История
До 1939 года — центр Кузнецовского сельсовета. В 1994—2006 годах Кузнецово входило в состав Внуковского сельского округа.
Постановлением Губернатора Московской области от 21 февраля 2019 года № 75-ПГ категория населённого пункта изменена с «деревня» на «посёлок».

## Население
| 2002 | 2006 | 2010 |
| ---- | ---- | ---- |
| 67   | ↘42  | ↗48  |